# Csézy

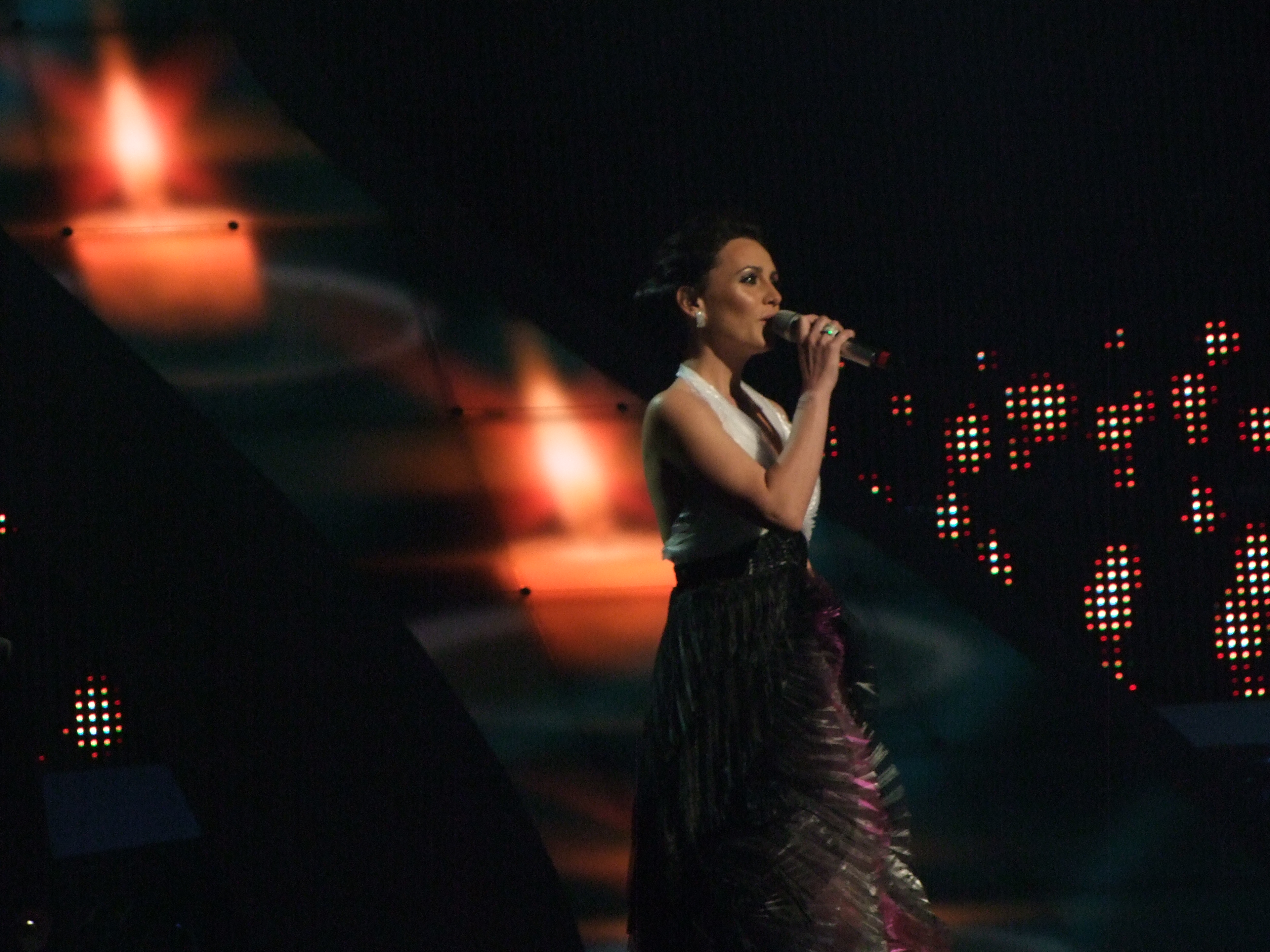
Csézy beim Eurovision Song Contest 2008

Csézy (* 9. Oktober 1979 als Erzsébet Csézi in Mezőkövesd) ist eine ungarische Sängerin.

## Leben
Sie vertrat Ungarn beim Eurovision Song Contest 2008 in Belgrad, mit der Ballade Candlelight (ungarische Fassung Szívverés – Herzschlag). Im zweiten Halbfinale des ESC am 22. Mai 2008 gelang es ihr aber nicht, sich für das zwei Tage später stattfindende Finale zu qualifizieren.

## Diskografie

### Alben
- 2007: Szívverés
- 2009: Csak egy nő

### Singles
- Általad vagyok
- Szívverés/Candlelight
- Csak egy nő
- Mama